# Gnophos graecaria
Gnophos graecaria là một loài bướm đêm trong họ Geometridae.